# Kanuslalom-Weltmeisterschaften 1963
Die Kanuslalom-Weltmeisterschaften 1963 fanden 1963 in Spittal in Österreich statt. 

## Ergebnisse

### Einer-Kajak
Männer:
| Platz | Land | Sportler      |
| ----- | ---- | ------------- |
| 1     | GDR  | Jürgen Bremer |
| 2     | GDR  | Rolf Luber    |
| 3     | TCH  | Jiří Černý    |

Frauen:
| Platz | Land | Sportler         |
| ----- | ---- | ---------------- |
| 1     | TCH  | Ludmila Veberová |
| 2     | GDR  | Ursula Gläser    |
| 3     | TCH  | Jana Zverinova   |

### Einer-Kajak-Mannschaft
Männer:
| Platz | Land | Sportler                                         |
| ----- | ---- | ------------------------------------------------ |
| 1     | GDR  | Rolf Luber Eberhard Gläser Fritz Lange           |
| 2     | POL  | Bronislav Warus Władysław Piecyk Josef Sarata    |
| 3     | GBR  | Geoffrey Dinsdale David Mitchell Martin Rohleder |

Frauen:
| Platz | Land | Sportler                                          |
| ----- | ---- | ------------------------------------------------- |
| 1     | GDR  | Ursula Gläser Annelies Bauer Lia Merkel           |
| 2     | TCH  | Jana Zverinova Tenate Knyova Ludmila Veberová     |
| 3     | GER  | Rosemarie Biesinger Bärbel Körner Kirsten Schmidt |

### Einer-Canadier
Männer:
| Platz | Land | Sportler           |
| ----- | ---- | ------------------ |
| 1     | GDR  | Manfred Schubert   |
| 2     | GDR  | Gerd Kleinert      |
| 3     | FRA  | Jean-Claude Tochon |

### Einer-Canadier-Mannschaft
Männer:
| Platz | Land | Sportler                                          |
| ----- | ---- | ------------------------------------------------- |
| 1     | GDR  | Karl-Heinz Wozniak Gert Kleinert Manfred Schubert |
| 2     | GER  | Norbert Schmidt Heiner Stumpf Otto Stumpf         |
| 3     | SUI  | Heinz Grobat Jean-Claude Tochon Marcel Roth       |

Mixed:
| Platz | Land | Sportler                        |
| ----- | ---- | ------------------------------- |
| 1     | YUG  | Alenak Bernot Borut Justin      |
| 2     | GDR  | Margitta Krüger Werner Lempert  |
| 3     | TCH  | Vratislava Novakova Karel Novak |

### Zweier-Canadier
Männer:
| Platz | Land | Sportler                      |
| ----- | ---- | ----------------------------- |
| 1     | GDR  | Manfred Merkel/Günther Merkel |
| 2     | YUG  | Natan Bernot/Dare Bernot      |
| 3     | GDR  | Siegfried Lück/Jürgen Noack   |

### Zweier-Canadier-Mannschaft
Männer:
| Platz | Land | Sportler                                                                                  |
| ----- | ---- | ----------------------------------------------------------------------------------------- |
| 1     | GDR  | Manfred Merkel/Günther Merkel Siegfried Lück/Jürgen Noack Rudolf Seifert/Manfred Glöckner |
| 2     | GER  | Brümmer/Roock Hauschild/Longrich Seller/Tuchel                                            |
| 3     | AUT  | Biegel/Schilhuber Gürtelbauer/Kerbel Haberzettl/Tutschka                                  |

## Medaillenspiegel
| Platz  | Land                            | Gold | Silber | Bronze | Gesamt |
| ------ | ------------------------------- | ---- | ------ | ------ | ------ |
| 1      | Deutsche Demokratische Republik | 7    | 4      | 1      | 12     |
| 2      | Tschechoslowakei                | 1    | 1      | 3      | 5      |
| 3      | Jugoslawien                     | 1    | 1      | -      | 2      |
| 4      | Deutschland                     | -    | 2      | 1      | 3      |
| 5      | Polen                           | -    | 1      | -      | 1      |
| 6      | Vereinigtes Königreich          | -    | -      | 1      | 1      |
| 6      | Österreich                      | -    | -      | 1      | 1      |
| 6      | Schweiz                         | -    | -      | 1      | 1      |
| 6      | Frankreich                      | -    | -      | 1      | 1      |
| Gesamt | Gesamt                          | 9    | 9      | 9      | 27     |